# Момчилово
Момчи́лово (болг. Момчилово) — село у Варненській області Болгарії. Входить до складу общини Ветрино.

## Населення
За даними перепису населення 2011 року у селі проживали 195 осіб, з них 182 особи (98,9%) — болгари.
Розподіл населення за віком у 2011 році:
Динаміка населення: